# 2019년 미스코리아
2019년 미스코리아는 2019년 7월 11일 서울 경희대학교 평화의전당에서 열린 63번째 미스코리아 선발대회이다. TV 중계없이 유튜브, 네이버TV, 페이스북, V LIVE으로 중계하여, 김환, 홍나실, 김경식이 MC를 맡았다.

## 수상자
- 진(眞) : 김세연 (미주)
- 선(善) : 이하늬 (대구), 우희준 (부산-울산)
- 미(美) : 이혜주 (대구), 신윤아 (서울), 이다현 (서울), 신혜지 (서울)